# Anomis subrosealis
Anomis subrosealis là một loài bướm đêm trong họ Erebidae.